# 富镇 (默尔特-摩泽尔省)
富镇（法語：Foug，法語發音：[fu]）是法国默尔特-摩泽尔省的一个市镇，位于该省西南部，属于图勒区。

## 地理
富镇（48°41'3"N, 5°47'11"E）面积25.49 平方千米，位于法国大東部大區默尔特-摩泽尔省，该省份为法国东北部内陆省份，是洛林的一部分，北邻比利时、卢森堡，北起顺时针与摩泽尔省、下莱茵省、孚日省和默兹省接壤。
与富镇接壤的市镇（或旧市镇、城区）包括：布吕莱、绍卢瓦-梅尼洛、埃克鲁沃、拉讷沃维尔-代里耶尔富、莱圣雷米、特龙德、默兹河畔帕尼、里尼拉萨勒、默兹河畔圣日耳曼。

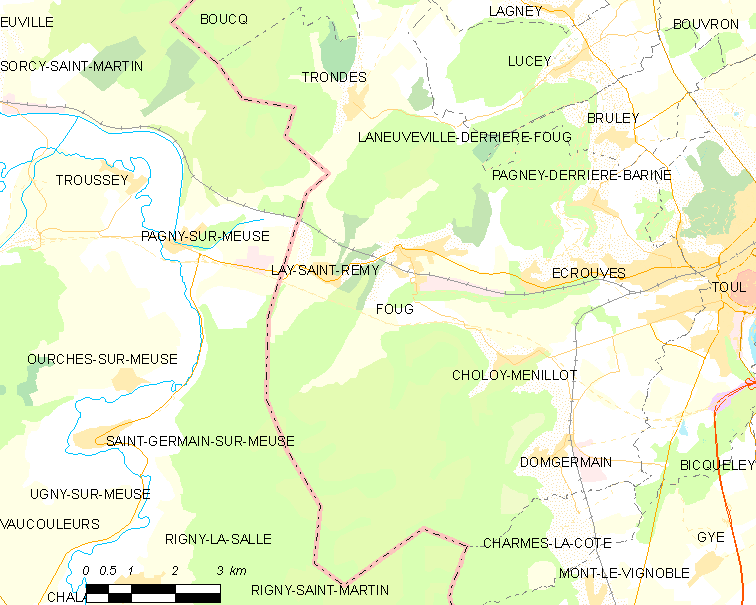
的OSM定位图

富镇的时区为UTC+01:00、UTC+02:00（夏令时）。

## 行政
富镇的邮政编码为54570，INSEE市镇编码为54205。

## 政治
富镇所属的省级选区为图勒县。

## 人口

1962-2008年间人口变化图示

富镇于2022年1月1日时的人口数量为2622人。